# Tsuneo Niijima
Tsuneo Niijima (新島恒男, Niijima Tsuneo), né le 16 mars 1955 à Ojima, maintenant Ōta, dans la préfecture de Gunma, est un astronome amateur japonais.
D'après le Centre des planètes mineures, il a découvert trente-deux astéroïdes, dont la grande majorité avec un co-découvreur. Il a également codécouvert la comète périodique 112P/Urata-Niijima avec Takeshi Urata.
L'astéroïde (5507) Niijima porte son nom.
| (3565) Ojima                                       | 22 décembre 1986 | [1] |
| (3585) Goshirakawa                                 | 28 janvier 1987  | [1] |
| (3686) Antoku                                      | 3 mars 1987      | [1] |
| (4375) Kiyomori                                    | 28 février 1987  | [1] |
| (4376) Shigemori                                   | 20 mars 1987     | [1] |
| (4377) Koremori                                    | 4 avril 1987     | [1] |
| (4402) Tsunemori                                   | 25 février 1987  | [1] |
| (4574) Yoshinaka                                   | 20 décembre 1986 | [1] |
| (4767) Sutoku                                      | 4 avril 1987     | [1] |
| (4896) Tomoegozen                                  | 20 décembre 1986 | [1] |
| (5578) Takakura                                    | 28 janvier 1987  | [1] |
| (5830) Simohiro                                    | 9 mars 1991      | [1] |
| (5912) Oyatoshiyuki                                | 20 décembre 1989 | [1] |
| (6158) Shosanbetsu                                 | 12 novembre 1991 | [1] |
| (7139) Tsubokawa                                   | 14 février 1994  | [1] |
| (7202) Kigoshi                                     | 19 février 1995  | [1] |
| (7748) 1987 TA                                     | 12 octobre 1987  | [1] |
| (7752) Otauchunokai                                | 31 octobre 1988  | [2] |
| (8344) Babette                                     | 25 janvier 1987  | [1] |
| (8565) 1995 WB6                                    | 24 novembre 1995 | [1] |
| (10162) Issunboushi                                | 2 janvier 1995   | [1] |
| (10727) Akitsushima                                | 25 février 1987  | [1] |
| (13148) 1995 EF                                    | 1er mars 1995    | [1] |
| (17406) 1987 DO                                    | 25 février 1987  | [1] |
| (17472) Dinah                                      | 17 mars 1991     | [1] |
| (20999) 1987 BF                                    | 28 janvier 1987  | [1] |
| (23476) 1990 VE4                                   | 15 novembre 1990 | [1] |
| (26168) Kanaikiyotaka                              | 24 novembre 1995 |     |
| (26170) Kazuhiko                                   | 24 janvier 1996  |     |
| (39637) 1995 EG                                    | 1er mars 1995    | [1] |
| (39664) 1995 WW4                                   | 20 novembre 1995 | [1] |
| (58147) 1986 WK                                    | 29 novembre 1986 | [1] |
| - [1] avec Takeshi Urata - [2] avec Kiyotaka Kanai |                  |     |